# كرة القدم على الكراسي المتحركة (أمريكية)
كرة القدم على الكراسي المتحركة هي أحد أشكال كرة القدم الأمريكية التي يتم لعبها على الكراسي المتحركة (الكراسي المتحركة اليدوية والكراسي المتحركة الكهربائية).

## تاريخ
تم تطوير رياضة كرة القدم على الكراسي المتحركة من قبل البروفيسور تيم نوجنت في عام 1948. طورj رياضة كرة القدم على الكراسي المتحركة للمنافسة بين المدارس (الصفوف من 1 إلى 12) من قبل الجمعية الأمريكية لبرامج الرياضة المتكيفة (الجمعية الأمريكية لبرامج الرياضة المكيّفة) في أتلانتا، جورجيا، الولايات المتحدة الأمريكية، في عام 2005 لدمج الكراسي المتحركة اليدوية والكهربائية أثناء اللعب. كان هذا أول تطوير ونشر لأدلة/فيديوهات تدريبية، وسياسات وإجراءات بين المدارس لهذه الرياضة، وأول "دوري". استوحيت كرة القدم على الكراسي المتحركة من كرة القدم الأمريكية، وبالتالي فهي تختلف عن كرة القدم على الكراسي المتحركة أو كرة القدم على الكراسي المتحركة (كلاهما تعديل لكرة القدم).
إطلق دوري كرة القدم على الكراسي المتحركة التنافسي للبالغين، دوري كرة القدم على الكراسي المتحركة في الولايات المتحدة الأمريكية، من قبل الرياضة التكيفية في الولايات المتحدة الأمريكية في عام 2020. وهو مفتوح للبالغين ذوي الإعاقات المؤهلة الذين يلعبون على كرسي متحرك رياضي يدوي.

### قواعد المدارس الداخلية
تُلعب لعبة كرة القدم على الكراسي المتحركة على ملعب كرة سلة قياسي - 28 متر (92 قدم) طولًا و 15 متر (49 قدم) عرضًا. العلامات المطلوبة للملعب هي خط الوسط والدائرة ومنطقة رئيسية بقياس 8 متر (26 قدم 3 بوصة) عرضًا بـ 1.75 متر (5 قدم 9 بوصة) عميقًا في كل طرف من طرفي المحكمة. يمكن لعبها إما في الداخل أو الخارج، طالما أنها تلبي المتطلبات القياسية. يجب على جميع الرياضيين استخدام كرسي متحرك يدوي أو كهربائي عند التنافس في هذه الرياضة.
قواعد محددة لمستخدمي الكراسي المتحركة اليدوية والكهربائية
| اللاعبون الذين يستخدمون الكراسي المتحركة اليدوية                                                                   | اللاعبون الذين يستخدمون الكراسي المتحركة الكهربائية                                                          |
| --- | --- |
| لقد نجح اللاعبون في لعبة الكراسي اليدوية في التعامل مع الخصم عندما قاموا بلمسه بكلتا يديه على الجسم وفوق الركبتين. | سوف يقوم اللاعبون في الكراسي المتحركة بإجراء معالجة ناجحة عندما يقومون بوضع يد واحدة على جسم الخصم أو كرسيه. |

يمكن تنزيل قواعد الجمعية الأمريكية لبرامج الرياضة المكيّفة بين المدارس من الموقع الإلكتروني، (تحويل النماذج الرياضية المدرسية).
يمكنك أيضًا مشاهدة فيديو تدريبي للمدربين، بما في ذلك تفصيل جميع القواعد، مع رسوم متحركة للعب المحتمل، Wheelchair Football (AAASP).
لا تستخدم الجمعية الأمريكية لبرامج الرياضة المكيّفة نظام تصنيف الرياضات التقليدية للأشخاص ذوي الإعاقة في أي من رياضاتها المعدلة عند تشكيل فرق "قانونية". بدلاً من ذلك، يقوم بتقييم القدرة الوظيفية الشاملة ومستوى المهارة لجميع اللاعبين مجتمعين ويعين الفريق إما إلى قسم الجامعة أو قسم الجامعة الصغير في الدوري. لقد أدى هذا النهج الأقل تقييدًا لتشكيل الفرق القانونية إلى إمكانية إنشاء فرق مدرسية محلية ومنافسة الدوري على مستوى الولاية. على سبيل المثال، في عام 2024، كان لدى الجمعية الأمريكية لبرامج الرياضة المكيّفة 14 فريقًا لكرة القدم على الكراسي المتحركة بين المدارس في جورجيا.

### تصنيف
يتم تصنيف لاعبي كرة القدم على الكراسي المتحركة إلى ثلاثة مستويات مختلفة، وقواعد اللعب مختلفة قليلاً لكل مستوى.
- اللاعبون من المستوى 1: لديهم القدرة على استخدام أذرعهم وأيديهم وأعينهم بشكل كامل.
- اللاعبون من المستوى 2: لديهم حركة محدودة للذراع و/أو اليد وقد يكون لديهم نوع من ضعف البصر.
- اللاعبون من المستوى 3: ليس لديهم القدرة على تحريك الذراع و/أو لديهم رؤية محدودة.[2]

القواعد الخاصة باللاعبين من المستوى الأول تشبه إلى حد ما قواعد لعبة " كرة القدم باللمس "، حيث يلمس اللاعبون خصومهم بدلاً من معالجتهم. في هذه اللعبة المعدلة، يجب لمس اللاعب - وليس كرسيه - ليتم احتساب ذلك على أنه تدخل. يستخدم اللاعبون الذين لديهم حركة محدودة أو معدومة في أذرعهم الاتصال بين الكراسي للصد والتدخلات.

### التسجيل
يتم تسجيل أهداف اللاعبين من المستوى 1، وركلات البداية، والركلات، والجري، والأهداف باستخدام اليدين. بالنسبة للاعبين من المستويين 2 و3، يتم منح نقاط لإكمال التمريرة إذا ضربت الكرة اللاعب في المنطقة بين اليدين ومرفقيهما.
على الرغم من أن اللاعبين لا يستطيعون الإمساك بالكرة، إلا أنهم ما زالوا بحاجة إلى مناورة كراسيهم المتحركة حتى يتمكنوا من التواجد في الوضع الصحيح لضرب الكرة في المكان المناسب للتسجيل.

### قواعد الفريق
يحق لكل فريق ستة محاولات للتسجيل بمجرد استلام الكرة. يجوز للفرق أن تمرر الكرة أو "تجريها" إلى منطقة النهاية. يتم رمي الأهداف الميدانية وركلات البداية والركلات الحرة. يتم استخدام ساعة تشغيل اللعبة (لا توجد أوقات مستقطعة للتمريرات غير المكتملة، وما إلى ذلك)، بالإضافة إلى ساعة اللعب. تتم عملية التسجيل بنفس الطريقة المتبعة في كرة القدم الواقفة، مع وجود استثناء واحد. الفريق الذي ينجح في الحصول على نقطة بعد الهبوط (PAT) سوف يحصل على نقطتين. يتم تسجيل الأهداف الميدانية عندما يتم رمي الكرة من خلال العمودين الرأسيين الأولين اللذين يدعمان السلة المعلقة.

### ملخص أساسي للرياضة
| فريق                 | عدد اللاعبين        | انطلاق المباراة                   | جريمة                                            | تشغيل الساعة | نصف الوقت                   |
| -------------------- | ------------------- | --------------------------------- | ------------------------------------------------ | ------------ | --------------------------- |
| فرق الجامعة          | ستة لاعبين لكل جانب | مصنوعة من خلف خط المرمى           | 4 محاولات للوصول إلى العلامة الأولى أو تسجيل هدف | 35 ثانية     | شوطين مدة كل منهما 30 دقيقة |
| فرق الجامعة للناشئين | ستة لاعبين لكل جانب | مصنوعة من خلف علامة الهبوط الأولى | 4 محاولات للوصول إلى العلامة الأولى أو تسجيل هدف | 45 ثانية     | شوطين مدة كل منهما 30 دقيقة |

## دوري كرة القدم على الكراسي المتحركة الأمريكي
تلعب بطولة كرة القدم الأمريكية على الكراسي المتحركة على ملعب يبلغ طوله 60 ياردة وعرضه 22 ياردة مع 8 ياردات إضافية في كل طرف لمناطق النهاية. يمكن أن يكون الملعب داخليًا أو خارجيًا، ويجب وضع علامة عليه بخطوط كل 15 ياردة تعبر طول الملعب، وعلامة عند خط 3 ياردات.
يتم لعب المباراة على أربعة أرباع مدة كل منها 15 دقيقة مع وجود ساعة لعب تعمل وساعة لعب مدتها 45 ثانية.
يتم إكمال عملية التصدي في دوري كرة القدم على الكراسي المتحركة بالولايات المتحدة الأمريكية عن طريق وضع يد واحدة فوق خصر حامل الكرة.

### تأهيل اللاعب
يجب أن يكون عمر اللاعبين 18 عامًا أو أكثر بحلول الأول من أغسطس من الموسم، وأن يكون لديهم إعاقة جسدية دائمة تقلل باستمرار من وظيفة الأطراف السفلية إلى درجة لا يستطيعون فيها الجري أو الدوران أو الحجب أو التدخل، بالسرعة والتحكم والسلامة والاستقرار والقدرة على التحمل المطلوبة للعب كرة القدم كلاعب قادر على الحركة.
يتم تصنيف اللاعبين من خلال نظام تصنيف وظيفي، وسيحصلون على نقطة تصنيف تتراوح من 1 إلى 4.5. يتكون الفريق من سبعة لاعبين في الملعب. لا يجوز لأي فريق أن يحصل على أكثر من 21 نقطة تصنيف في الملعب في وقت واحد.

### التسجيل
يمكن التسجيل في دوري كرة القدم على الكراسي المتحركة بالولايات المتحدة الأمريكية عبر الطرق التالية:
الهبوط: 6 نقاط
نقطة بعد الهبوط: نقطة واحدة (لعب التمرير)، ونقطتان (لعب الجري)
السلامة: نقطتان
ملاحظة، الهدف الميداني ليس خيارًا للتسجيل في دوري كرة القدم على الكراسي المتحركة بالولايات المتحدة الأمريكية

### المعدات المطلوبة
- كرسي متحرك رياضي يدوي
- كرة القدم (بحجم الدوري الوطني لكرة القدم الأمريكية الرسمي)
- خوذة (معتمدة من قبل الدوري الوطني لكرة القدم الأمريكية)

### المدربون/المسؤولون
لدى الرياضة التكيفية في الولايات المتحدة الأمريكية برنامج رسمي للمدربين والمسؤولين والذي يغطي القواعد وبروتوكول الارتجاج والسلامة وإعداد خطط التدريب وأدوار المسؤولين والإشارات.

## روابط خارجية
- الجمعية الأمريكية لبرامج الرياضة التكيفية